# Hendrik Berengarius
Hendrik (1137 - 1150; eigenlijk Hendrik Berengarius) was de oudste wettige zoon van de rooms-koning Koenraad III uit de familie van de Staufen. Zijn moeder was Gertrude van Sulzbach, een dochter van graaf Berengarius II – vandaar zijn tweede voornaam.
Hendriks vader liet hem in maart 1147 op een Rijksdag in Frankfurt am Main tot mede-koning verkiezen en op 30 maart in Aken kronen.
Hendrik, die na de Salische koning en keizer Hendrik V de zesde koning met deze naam was, werd door Koenraad III systematisch als opvolger naar voren geschoven. Zo werd hij in brieven aan keizer Manuel van Byzantium en diens vrouw Irene als overwinnaar in de slag bij Flochberg in 1150 op de voorgrond geplaatst.
De jonge koning stierf echter nog in datzelfde jaar, twee jaar voor zijn vader, en werd mogelijkerwijs in de abdij van Lorch bijgezet.
Hendriks broer was Frederik van Rothenburg, hertog van Zwaben.
Daar Hendrik (VI) slechts een mede-koning was, die zijn vader niet overleefde, werd zijn Romeins cijfer zes door later generaties tussen haakjes gezet. Hij is niet te verwarren met de latere keizer Hendrik VI. In het Duits wordt hij daarom soms ook wel "Heinrich der Klammersechste" ("Hendrik de haakjeszesde") genoemd.

## Referentie
- Dit artikel of een eerdere versie ervan is een (gedeeltelijke) vertaling van het artikel Heinrich_(VI.)_(HRR) op de Duitstalige Wikipedia, dat onder de licentie Creative Commons Naamsvermelding/Gelijk delen valt. Zie de bewerkingsgeschiedenis aldaar.

vet = keizer · cursief = tegenkoning · 1 = medekoning (in een deelrijk) · 2 = afkomstig uit een andere dynastie